# Меркія Бліта
Меркія Бліта (Moerckia blyttii) — вид печіночників родини пелієвих (Pelliaceae).
Таксон розглядається як синонім до Pseudomoerckia blyttii (Mørch) Vilnet, Konstant., D.G. Long, N.D. Lockh. & Mamontov.

## Поширення
Батьківщиною є Європа, Азія, Північна Америка.
Вид мешкає в маловапняних або безвапняних гумусних або піщаних ґрунтах, а також у ґрунтових чи гумусових шарах на скелях.

## Характеристика
Талом трав'янисто-зелений, шириною від 4 до 10 міліметрів, довжиною до 2 сантиметрів і має зігнуті, хвилясті чи кучеряві краї. Ребро талому має товщину приблизно 20–30 клітин, на поперечному розрізі відсутні нитки диференційованих клітин. Нижня сторона вкрита ризоїдами від золотисто-коричневого до золотисто-жовтого кольору. Вид дводомний. Верхні боки чоловічого, жіночого і часто також безплідного талому мають численні дрібні лускоподібні листочки вздовж ребра. Зрілі спори мають розмір від 30 до 42 мікрометрів, червонувато-коричневі та мають низькі неправильні валики.